# Peru na Letních olympijských hrách 1992
Peru se účastnilo Letní olympiády 1992 ve španělské Barceloně ve 3 sportech. Zastupovalo ho 16 sportovců (12 mužů a 4 ženy).

## Medailisté
| Medaile | Jméno     | Sport             | Soutěž     |
| ------- | --------- | ----------------- | ---------- |
| Stříbro | Juan Giha | Sportovní střelba | muži skeet |